# Lago Pielavesi
El lago Pielavesi (en finés: Pielavesi-järvi) es un gran lago en el área de influencia principal de Kymijoki en el norte de Savo, en el país europeo de Finlandia. Está situado en el municipio de Pielavesi. La calidad del agua es buena.
El lago se encuentra posee unos 23 km de largo y tiene una superficie de 110,1 kilómetros cuadrados Se encuentra a 102,3 metros sobre el nivel del mar. En la orilla sur del lago, se encuentra el centro del municipio homónimo Pielavesi. El Pielavesi es alimentado por la escorrentía de los lagos Koivujärvi y Lampaanjärvi. En el extremo sur del lago esta el desagüe hasta el lago adyacente Nilakka.